# Al-Khānkah
Al-Khānkah es un distrito de la gobernación de Caliubia, Egipto. En julio de 2017 tenía una población estimada de 574 569 habitantes.
Se encuentra ubicado al nordeste del delta del Nilo, en la ribera oriental del ramal de Damietta.